# Tankeläsning
Tankeläsning eller mentalism är en sorts trolleritrick som enbart verkar utföras med hjälp av hjärnan, det vill säga utan fingerfärdighet eller särskilda apparater, och vanligen fokuserar på den paranormala färdigheten att underrätta sig om människors tankar, men även på att ta reda på dolda budskap och framtida händelser. Inom området finns exempelvis extrasensorisk perception, psykokinesi, klärvoajans och prekognition. Tankeläsning används förutom som scenkonst även inom i lurendrejeri eller i spel som poker.
Bland de mest berömda tankeläsarna finns Axel Hellström (som upptäckte metoden att använda muskelminnet för att låta åskådaren leda sig till gömda föremål), Washington Irving Bishop (som uppfann metoden för att köra bil med ögonbindel), Julius Zancig (som tillsammans med hustrun Agnes populariserade tricket med paret som kan läsa varandras tankar, likt paret Truxa senare), Max Maven, Harry Lorayne och Banachek.
Mentalism är ofta kontroversiellt bland trollkarlar, eftersom vissa utövare ibland påstår att deras förmågor är äkta eller åtminstone inte förnekar att de är äkta. Bland dessa kontroversiella utövare finns Uri Geller och Derren Brown, varav den senare dock kallar sig mentalist och ständigt betonar att hans förmågor inte är äkta utan magitrick, medan Geller inte gör det.

## Tekniker
- Truxa
- Cold reading